# El Vall (Berga)
El Vall és un espai urbà de Berga inclòs a l'Inventari del Patrimoni Arquitectònic de Catalunya.

## Descripció
És una àmplia esplanada pavimentada i amb una arbreda de quatre i cinc fileres de plàtans adults força ben condicionada. Compta amb dues fonts de grans dimensions, alguns bancs i fanals. El passeig està orientat d'est a oest, al nord limita amb la carretera elevada, que queda separada del conjunt per un mur i un talús al costat sud, on hi ha un seguit de cases porticades i on es constitueix l'únic front propi edificat. És l'antic vall de la muralla habilitat d'antic per firal, plaça i passeig. Avui és un nexe d'unió de la ciutat vella amb el sector més popular i recent de la nova.

## Història
Als segles xiii i xiv ens trobem obres de consolidació de la muralla. Al segle XVI- XVII es formen els ravals de Vall i del Vall de baix. El 1838 el raval del vall dels estudis és cremat pel comte d'Espanya. El 1850 trobem obres d'urbanització al vall, és ara quan es fan cinc passejos d'acàcies i moreres. El 1882 i 1885 es construeix la carretera i el 1877 canvia de nom, i passa a dir-se plaça de Viladomat. El 1908 s'amplia l'esplanada; el 1914, també el passeig de la indústria; el 1918, es perllonga el passeig amb un sol vial fins al cementiri. Vers 1920 es construeixen les fonts i ens algun moment dels seixanta, el sindicat. Per acabar, ja, el 1980, es repintaren les cases porxades.